# Giovanni Ferretti
Giovanni Ferretti (Venècia o Ancona, vers 1540 - [...?], després de 1609), Fou un compositor italià del renaixement, conegut en general per la seva música secular.
Fou important en el desenvolupament del tipus més lleuger de corrent madrigalista en la dècada de 1570 relacionada amb la villanella, i fou influent en llocs tant llunyans com Anglaterra.
Entre 1567 i 1591 publicà en la seva vila nadiua cinc llibres de Canzoni allà napolitaba, a 5 veus, dos llibres a 6 i una col·lecció de Madrigals a 5. En les Antologies de l'època figuren moltes composicions de Ferretti.